# At The Rebel's Room
At The Rebel's Room är ett samlingsalbum av den nedlagda svenska trance-duon Antiloop. Det släpptes 2002 av Stockholm Records.

Den första CD:n innehåller Antiloops kändaste låtar och den andra CD:n innehåller nästan bara remixar. Det är duons sista släppta material, gruppen lade sedan ner under 2002.

## Låtlista
| 1.           | Only You (Från albumet Fastlane People)           | Radio        | 3:21  |
| 2.           | Believe (Från remixalbumet Remixed)               | Radio        | 3:29  |
| 3.           | Trespasser (Från albumet LP)                      | Radio        | 3:42  |
| 4.           | In My Mind (Från albumet LP)                      | Radio        | 3:28  |
| 5.           | Purpose In Life (Från albumet LP)                 | Radio        | 6:01  |
| 6.           | Fantasy (Från albumet Fastlane People)            | Album        | 4:54  |
| 7.           | So Good (Från albumet Fastlane People)            | Album        | 4:33  |
| 8.           | Start Rockin' (Från albumet Fastlane People)      | Radio        | 3:30  |
| 9.           | Let Your Body Free (Från albumet Fastlane People) | Album        | 3:05  |
| 10.          | Nowhere To Hide (Från albumet LP)                 | Album        | 3:35  |
| 11.          | I Love You (Från albumet LP)                      | Radio        | 3:39  |
| 12.          | Signing Off (Från albumet LP)                     | Album        | 7:05  |
| Total längd: | Total längd:                                      | Total längd: | 66:02 |

| 1.           | Believe (Remix av Swain & Snell)               | Swain & Snell New Tribe Mix   | 3:56  |
| 2.           | Trespasser (Remix av Robbie Rivera)            | Robbie Rivera's Twisted Mix   | 5:51  |
| 3.           | Start Rockin' (Remix av Filterheadz)           | Filterheadz Remix             | 4:08  |
| 4.           | Fantasy (Remix av Marc O'Tool)                 | Marc O'Tool Fantasy Dub       | 6:52  |
| 5.           | I Love You (Remix av Antiloop)                 | Antiloop 2001 Mix             | 5:36  |
| 6.           | Fastlane People (Remix av Kaygee)              | Kaygee Remix                  | 3:41  |
| 7.           | Only U (Remix av Henrik B)                     | Sa Han Nånting Om Mig, Eller? | 4:26  |
| 8.           | Speak 'n' Spell (Från albumet Fastlane People) | Album                         | 5:15  |
| 9.           | In My Mind (Remix av Hiver & Hammer)           | Hiver & Hammer Remix          | 6:41  |
| 10.          | So Good (Från albumet Fastlane People)         | Album                         | 4:00  |
| 11.          | Sound (Från albumet Fastlane People)           | Album                         | 6:43  |
| Total längd: | Total längd:                                   | Total längd:                  | 54:41 |